# Pedro Pichardo
Pedro Pablo Pichardo Peralta (* 30. června 1993 Santiago de Cuba) je portugalsko-kubánský trojskokan, jeden ze sedmi mužů, kteří v historii této disciplíny dokázali překonat hranici osmnácti metrů.
Vyhrál mistrovství světa juniorů v atletice 2012 v Barceloně a získal bronzovou medaili na halovém mistrovství světa 2014 v Sopotech. Na mistrovství světa v atletice obsadil druhé místo v Moskvě 2013 i v Pekingu 2015. Vyhrál také soutěž trojskokanů na Panamerických hrách 2015 v Torontu, mítink Athletissima v Lausanne 2013 a Doha Diamond League v Dauhá 2015. 28. května 2015 vytvořil v Havaně svůj osobní rekord 18,08 m, což byl tehdy třetí nejlepší výkon všech dob (o tři měsíce později ho Christian Taylor z USA pokusem dlouhým 18,21 m odsunul na čtvrté místo). Nyní mu patří 5. pozice v historických tabulkách. V roce 2021 zvítězil na Olympijských hrách Tokio 2020, když skočil druhý nejdelší skok v historii olympiád a to 17,98 m (zároveň je to platný portugalský rekord). O rok později své vítězství zopakoval na mistrovství světa v Eugene, kde hned prvním pokusem všechny zaskočil (17,95 m). Nutno ovšem podotknout, že jeho největší rival Christian Taylor si v sezóně 2021 zpřetrhal achillovu šlachu a vůbec se Olympiády nezúčastnil, a na MS v Oregonu byl po návratu jen průměrným závodníkem a nepostoupil z kvalifikace. Ještě v roce 2022 získal sympatický skokan i titul mistra Evropy v Mnichově za výkon 17,50 m a drží tedy nyní všechny dostupné venkovní tituly ve stejný čas.